# 박정규 (야구 선수)
박정규(朴正圭, 1983년 4월 17일 ~ )는 KBO 리그 전 KIA 타이거즈의 투수이다.

## 출신학교
- 청주내덕초등학교
- 청주중학교
- 청주기계공업고등학교
- 경희대학교